# Düşman
Pour plus de détails, voir Fiche technique et Distribution.
Düşman (en turc, Düşman signifie « ennemi ») est un film turc réalisé par Yılmaz Güney et Zeki Ökten, sorti en 1980. Il est présenté en sélection officielle à la Berlinale 1980 où il obtient une mention d'honneur pour le scénario.

## Fiche technique
- Titre français : Düşman
- Réalisation : Yılmaz Güney et Zeki Ökten
- Scénario : Yılmaz Güney
- Pays d'origine : Turquie
- Format : Couleurs - 35 mm - Mono
- Genre : drame
- Durée : 133 minutes
- Date de sortie : 1980

## Distribution
- Aytaç Arman : Ismail
- Güngör Bayrak : Naciye
- Sevket Altug : Abdullah
- Ahmet Açan : Diyarbakirli
- Hasan Ceylan : Feyyat
- Lütfü Engin : le père d'Ismail
- Macit Koper : le frère d'Ismail
- Hüseyin Kutman : Sevket
- Güven Sengil : Nuri
- Kamil Sönmez : Rifat

## Prix
- 1980 : mention d'honneur pour le scénario à la Berlinale 1980[1].